# Beitrage zur Sukkulentenkunde und -pflege
Beitrage zur Sukkulentenkunde und -pflege (abreviado Beitr. Sukkulentenk. Sukkulentenpflege) fue una revista científica con ilustraciones y descripciones botánicas que fue publicada en Berlín por Deutsche Kakteen-Gesellschaft desde 1938 hasta 1943. Fue precedida y reemplazada por Kakteen Sukk. (Berlin).